# گمینا یوزفوف ناد ویسوان
گمینا یوزفوف ناد ویسوان (به لهستانی:  Gmina Józefów nad Wisłą) یک گمینا در لهستان است که در شهرستان اوپوله لوبلسکیه واقع شده‌است. گمینا یوزفوف ناد ویسوان ۱۴۱٫۵۶ کیلومتر مربع مساحت و ۶٬۷۴۳ نفر جمعیت دارد.